# 기억 B세포

면역계에서 B세포는 항체를 생산한다. 기억 세포(Memory B cell)는 이 과정을 더 빠르게 일어나게 한다.

기억 B세포(Memory B cell)는 B세포의 한 종류이자  기억 T세포(Memory T cell)와 함께 기억세포(memory cell)로 불리며 새로운 항원에 처음으로 감염될 때 형성된다.

## 1차 면역 반응
새로운 항원에 처음으로 감염 되었을 때, 항원에 노출된적이 없는 B세포(naive B cell)가 증식하여 클론을 만든다. 이때 대부분의 B세포는 형질 세포로 분화하지만, 몇몇 세포들은 기억 세포로 분화한다. 효과기 세라고도 불리는 이 형질 세포들은 항체를 생산하여 항원을 제거한다. 한편, 기억 세포들은 수 년, 또는 평생동안 체내에서 살아남을 수 있다.

## 2차 면역 반응
1차 면역 반응 과정에서 생성된 기억 세포들은 항원에 더 좋은 반응성을 가지며(정확히 말하면, 항원이 아니라 항원결정기와 반응한다.), 더 빠르게 증식할 수 있다. 따라서, 2차 면역 반응에서는 더 많은 수의 항체가 생성된다.
각각의 클론들은 한 종류의 항원결합부를 가지며 기억세포들은 오랜 기간 동안 살 수 있으므로, 면역 반응에 "기억"을 전해 줄 수 있는 것이다.
이 원리를 이용한 것이 백신 접종이다.

## 처녀 B세포
처녀 B세포(virgin B cell) 또는 순수 B세포(naive B cell)는 항원에 노출됨으로써 T세포의 도움을 받아 기억 B세포 또는 플라즈마 세포로 발전할 수 있다.

## 같이 보기
- 면역계
- 항원결정기
- 클론 선택
- 림프구

## 참고 문헌
- Charles A. Janeway jr. u. a.: Immunologie. 5. Auflage. Spektrum Akademischer Verlag GmbH, Heidelberg, Berlin 2002, ISBN 3-8274-1078-9.